# Entwine
Entwine var ett gothic metalband från Finland. 
Året var 1995, när Aksu Hanttu (trummor), Tom Mikkola (gitarrist och sångare) och T. Taipale (basgitarr) bestämde sig för att starta ett death metal-band. Senare ledsnade medlemmarna på att spela death metal och två år senare hade de hittat ett nytt, mer melodiskt koncept. Nu var de i behov av en duktig sångare, en keyboardist och en andre gitarrist för att kunna få sina drömmar uppfyllda om ett nytt band.
Strax efter att P. William gick med i bandet som vokalist och andregitarrist hösten 1997, spelade Entwine in sin första demo, "Divine Infinity". Responsen var extremt positiv, nu när de bytt ut death- till goth metal.
I februari 1998 tog Riitta Heikkonen keyboardistens roll, och nu var Entwine redo för livespelningar. 1999 vart Entwine erbjudna ett skivkontrakt av Spikefarm Records, för att senare i september samma år släppa debutalbumet The Treasures within Hearts. Men trots sina framgångar fungerade inte allt som det skulle inom gruppen. Sångaren William and basisten Taipale lämnade bandet. I och med avhoppen fick Entwine tag på en ny basist, Joni Miettinen och en ny sångare, Mika Tauriainen.
Debutalbumets uppföljare var Gone som släpptes i april 2002. Även denna skiva var en hit, med singeln "New Dawn". Jaani Kähkönen spelade med Entwine under en livespelning 2001, för att senare bli en permanent medlem av bandet- i stället för P. William. Tidigt 2002 arbetade de med producenten Anssi Kippo i Finnish Astia Studios, för att göra ett tredje fullängdsalbum, Time of Despair.
Entwines fjärde album, DiEversity spelades in i berömda Finnish Astia Studios den här gången med. Albumet inkluderade hiten "Break Me" och EP'n Sliver. En video filmades också till "Break Me".
Efter EP-releasen låg Entwine på is ett år, men påbörjade senare återigen en ny skiva. Fatal Design spelades in på Petrx and Groveland studios av Entwines trummis Aksu Hanttu, och producerades av Janne Joutsenniemi. Låtarna mixades av Mikko Karmila på Finnbox, som även jobbat med band som Nightwish, Children of Bodom, och många fler. På Stockholm's Cutting Room skedde den slutgiltiga färdigställningen av skivan.
Fatal Design presenterar ett nytt, tyngre Entwine. Skivsläppet skedde i samband med att singeln "Surrender" gavs ut.
Kort efter releasen av Fatal Design annonserar Riitta Heikkonen att hon lämnar Entwine av personliga skäl. Entwine fortsatte ett tag som en kvintett. Bandet splittrades dock 2019.

## Medlemmar
Nuvarande medlemmar

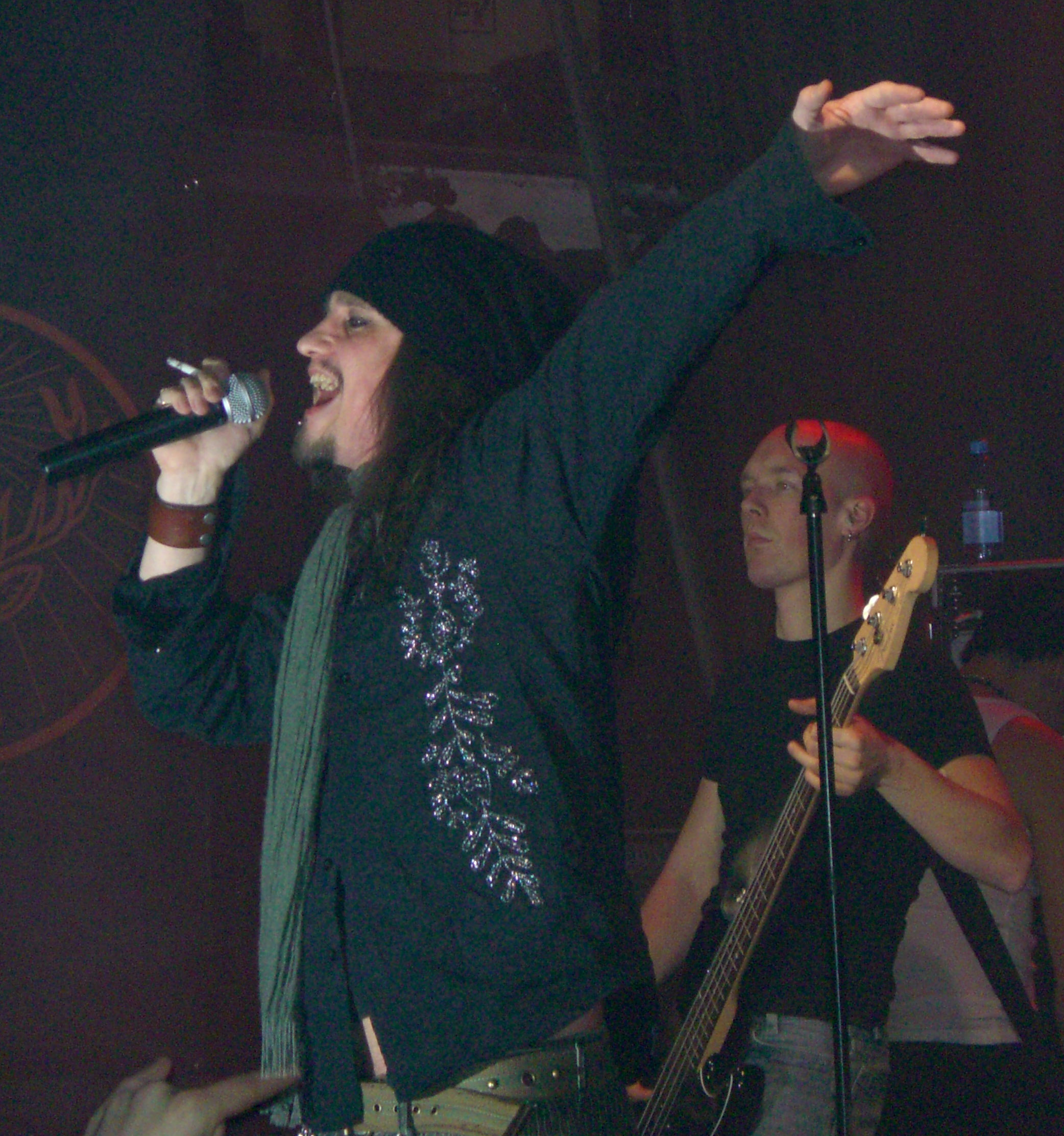
Mika Tauriainen under en konsert med Entwine i januari 2007.

- Aksu Hanttu – trummor, bakgrundssång (1995–2019)
- Tom Mikkola – gitarr (1995–2019), growl (1995–1998)
- Joni Miettinen – basgitarr (1999–2019)
- Mika Tauriainen – sång (1999–2019)
- Jaani Kähkönen – gitarr (2001–2019)

Tidigare medlemmar
- Teppo Taipale – basgitarr (1995–1999; död 2006)
- Riitta Heikkonen – keyboard (1997–2006)
- Panu Willman – sång, gitarr (1997–1999)
- Saara Hellström – sång (1999–2002)

## Diskografi
Demo
- Devine Infinity (1997)

Studioalbum
- The Treasures Within Hearts (1999)
- Gone (2001)
- Time Of Despair (2002)
- DiEversity (2004)
- Fatal Design (2006)
- Painstained (2009)
- Chaotic Nation (2015)

EP
- Sliver (2005)

Singlar
- New Dawn (2000)
- The Pit (2002)
- Bitter Sweet (2004)
- Surrender (2006)
- Chameleon Halo (2006)
- Strife (2009)
- Save Your Sins (2010)
- Plastic World (2015)

Samlingsalbum
- Rough n' Stripped (2010)